# Coupe de France 1960/61
Het seizoen 1960/61 was het 44e seizoen van de Coupe de France in het voetbal. Het toernooi werd georganiseerd door de Franse voetbalbond.
Dit seizoen namen er 1193 clubs deel. De competitie ging in de zomer van 1960 van start en eindigde op 7 mei 1961 met de finale in het Stade Olympique Yves-du-Manoir in Colombes. De finale werd gespeeld tussen Union Athlétique Sedan-Torcy en Olympique Nîmes (beide clubs waren voor de tweede keer finalist). UA Sedan Torcy veroverde voor de tweede keer de beker door Olympique Nîmes met 3-1 te verslaan.
UA Sedan Torcy werd met de bekerzege de eerste Franse vertegenwoordiger in de Europacup II, het toernooi dat dit seizoen van start was gegaan.

## Uitslagen

### 1/32 finale
De wedstrijden werden op 15 januari gespeeld, de beslissingswedstrijden op 19 en 22 januari (AS Aulnoye - AC Cambrai). De 20 clubs van de Division 1 kwamen in deze ronde voor het eerst in actie.
| Winnaar              | Uitslag | Verliezer            |
| -------------------- | ------- | -------------------- |
| UA Sedan Torcy       | 3-1     | JA Armentières       |
| Olympique Nîmes      | 6-1     | US Seyne             |
| Girondins Bordeaux   | 7-0     | FA Cournon-Le Cendre |
| SO Montpellier       | 5-0     | AS Bagneaux-Nemours  |
| OGC Nice             | 2-1     | AS Cannes            |
| RC Paris             | 3-0     | Arago Sport Orléans  |
| AS Saint-Étienne     | 1-0     | FC Nantes            |
| Stade Reims          | 6-0     | Amiens SC            |
| RC Strasbourg        | 2-1     | US Auchel            |
| FC Nancy             | 2-1 nv  | RCFC Besançon        |
| SM Caen              | 2-1 nv  | RC Lens              |
| US Faucigny          | 2-0     | RC Agde              |
| CO Roubaix-Tourcoing | 2-0     | FC Rouen             |
| Olympique Lyon       | 2-1     | FC Grenoble          |
| FC Sochaux           | 2-0     | AS Brest             |
| Olympique Alès       | 2-0     | ESCN La Ciotat       |

| Winnaar               | Uitslag     | Verliezer           |
| --------------------- | ----------- | ------------------- |
| Toulouse FC           | 0-0 nv; 2-1 | Limoges FC          |
| AS Béziers            | 1-0         | CA Paris            |
| SA Rochefort          | 3-1         | US Saint-Gaudens    |
| AS Aulnoye            | 0-0 nv; 2-0 | AC Cambrai          |
| AS Troyes-Savinienne  | 2-1         | JS Audun            |
| Olympique Marseille   | 1-0         | AS Brignoles        |
| US Valenciennes-Anzin | 3-2 nv; 3-1 | Le Havre AC         |
| US Saint-Malo         | 2-1         | US Quevilly         |
| USM Montargis         | 1-0         | Stade Rennes        |
| Lille OSC             | 1-0         | US Corbeil Essonnes |
| US Forbach            | 0-0 nv; 2-0 | FC Metz             |
| AS Cherbourg          | 2-1 nv      | US Boulogne         |
| AS Monaco             | 1-0         | ASP Belfort         |
| SCO Angers            | 9-1         | Pau FC              |
| Stade Français        | 2-0         | RC Arras            |
| Sporting Toulon       | 2-1         | AS Aix              |

### 1/16 finale
De wedstrijden werden op 12 februari gespeeld, de beslissingswedstrijden op 19 (SM Caen - US Forbach) en 23 februari (Olympique Lyon - SCO Angers).
| Winnaar            | Uitslag | Verliezer             |
| ------------------ | ------- | --------------------- |
| UA Sedan Torcy     | 2-1     | Toulouse FC           |
| Olympique Nîmes    | 2-1     | AS Béziers            |
| Girondins Bordeaux | 5-2     | SA Rochefort          |
| SO Montpellier     | 2-0     | AS Aulnoye            |
| OGC Nice           | 2-0     | AS Troyes-Savinienne  |
| RC Paris           | 3-2 nv  | Olympique Marseille   |
| AS Saint-Étienne   | 1-0     | US Valenciennes-Anzin |
| Stade Reims        | 5-0     | US Saint-Malo         |

| Winnaar              | Uitslag     | Verliezer       |
| -------------------- | ----------- | --------------- |
| RC Strasbourg        | 4-0         | USM Montargis   |
| FC Nancy             | 1-0         | Lille OSC       |
| SM Caen              | 2-2 nv; 3-2 | US Forbach      |
| US Faucigny          | 3-1 nv      | AS Cherbourg    |
| CO Roubaix-Tourcoing | 2-1 nv      | AS Monaco       |
| Olympique Lyon       | 1-1 nv; 4-2 | SCO Angers      |
| FC Sochaux           | 3-1         | Stade Français  |
| Olympique Alès       | 2-0         | Sporting Toulon |

### 1/8 finale
De wedstrijden werden op 5 maart gespeeld.
| Winnaar            | Uitslag | Verliezer     |
| ------------------ | ------- | ------------- |
| UA Sedan Torcy     | 2-0     | RC Strasbourg |
| Olympique Nîmes    | 2-1     | FC Nancy      |
| Girondins Bordeaux | 3-1     | SM Caen       |
| SO Montpellier     | 4-0     | US Faucigny   |

| Winnaar          | Uitslag | Verliezer            |
| ---------------- | ------- | -------------------- |
| OGC Nice         | 6-2     | CO Roubaix-Tourcoing |
| RC Paris         | 3-1     | Olympique Lyon       |
| AS Saint-Étienne | 3-1     | FC Sochaux           |
| Stade Reims      | 3-1     | Olympique Alès       |

### Kwartfinale
De wedstrijden werden op 26 maart gespeeld, de twee beslissingswedstrijden op 6 en 12 april.
| Winnaar            | Uitslag             | Verliezer        |
| ------------------ | ------------------- | ---------------- |
| UA Sedan Torcy     | 2-1                 | OGC Nice         |
| Olympique Nîmes    | 3-2 nv              | RC Paris         |
| Girondins Bordeaux | 2-2 nv; 1-1 nv; 2-0 | AS Saint-Étienne |
| SO Montpellier     | 2-0                 | Stade Reims      |

### Halve finale
De wedstrijden werden op 16 april gespeeld, de enige beslissingswedstrijd op 20 april .
| Winnaar         | Uitslag     | Verliezer          |
| --------------- | ----------- | ------------------ |
| UA Sedan Torcy  | 2-2 nv; 1-0 | Girondins Bordeaux |
| Olympique Nîmes | 2-1         | SO Montpellier     |

### Finale
De wedstrijd werd op 7 mei 1961 gespeeld in het Stade Olympique Yves-du-Manoir in Colombes voor 39.070 toeschouwers. De wedstrijd stond onder leiding van scheidsrechter Marcel Bois.
| Winnaar                                                | Uitslag | Finalist              |
| ------------------------------------------------------ | ------- | --------------------- |
| UA Sedan Torcy                                         | 3-1     | Olympique Nîmes       |
| Maxime Fulgenzy 16' Claude Brény 74' Mohamed Salem 82' |         | 86' Pirès Constantino |

1917/18 · 1918/19 · 1919/20 · 1920/21 · 1921/22 · 1922/23 · 1923/24 · 1924/25 · 1925/26 · 1926/27 · 1927/28 · 1928/29 · 1929/30 · 1930/31 · 1931/32 · 1932/33 · 1933/34 · 1934/35 · 1935/36 · 1936/37 · 1937/38 · 1938/39 · 1939/40 · 1940/41 · 1941/42 · 1942/43 · 1943/44 · 1944/45 · 1945/46 · 1946/47 · 1947/48 · 1948/49 · 1949/50 · 1950/51 · 1951/52 · 1952/53 · 1953/54 · 1954/55 · 1955/56 · 1956/57 · 1957/58 · 1958/59 · 1959/60 · 1960/61 · 1961/62 · 1962/63 · 1963/64 · 1964/65 · 1965/66 · 1966/67 · 1967/68 · 1968/69 · 1969/70 · 1970/71 · 1971/72 · 1972/73 · 1973/74 · 1974/75 · 1975/76 · 1976/77 · 1977/78 · 1978/79 · 1979/80 · 1980/81 · 1981/82 · 1982/83 · 1983/84 · 1984/85 · 1985/86 · 1986/87 · 1987/88 · 1988/89 · 1989/90 · 1990/91 · 1991/92 · 1992/93 · 1993/94 · 1994/95 · 1995/96 · 1996/97 · 1997/98 · 1998/99 · 1999/00 · 2000/01 · 2001/02 · 2002/03 · 2003/04 · 2004/05 · 2005/06 · 2006/07 · 2007/08 · 2008/09 · 2009/10 · 2010/11 · 2011/12 · 2012/13 · 2013/14 · 2014/15 · 2015/16 · 2016/17 · 2017/18 · 2018/19 · 2019/20 · 2020/21 · 
2021/22 · 2022/23 · 2023/24 · 2024/25 ·